# Chorisoneura sinop
Chorisoneura sinop es una especie de cucaracha del género Chorisoneura, familia Ectobiidae. Fue descrita científicamente por Rocha e Silva & Aguiar en 1977.
Habita en Brasil.